# Райдзо Танака
Райдзо Танака (яп. 田中 頼三; 27 квітня 1892 — 9 липня 1969) — японський віцеадмірал, який командував 2-ї ескадрою ескадрених міноносців Імперського флоту в роки Другої світової війни. Учасник бою в Яванському морі, битви за Мідвей, битви біля східних Соломонових островів та бою біля мису Тассафаронга. За оцінками багатьох істориків та військових експертів, найкращий адмірал тактичного рівня Другої світової війни.

## Біографія

### Дитинство та юність
Танака народився в місцевості, яка сьогодні є частиною міста Ямаґуті. Після закінчення школи він вступив у Військову академію Імперського флоту, яку закінчив у 1913 році 34-м із 118 випускників 41-го випуску.

### Кар'єра до Другої світової війни
У чині мічмана служив на крейсерах «Адзума» та «Ніссін», «лінкорі Акі». Після підвищення до молодшого лейтенанта флоту Танака продовжив службу на крейсері «Касагі» і найновішому на той момент лінійному крейсері «Конго». З грудня 1916 по грудень 1917 року пройшов навчання в торпедно-артилерійській школі, що визначило його кар'єру на все життя. Після закінчення школи призначений на ескадренні міноносці «Хацусімо» та «Кусунокі», після чого служив торпедним офіцером на лінкорі «Каторі». Пройшовши поглиблений курс торпедної школи з грудня 1919 по грудень 1920 року, Танака, в чині лейтенанта флоту, пройшов службу старшим офіцером на першій у японському флоті плавбазі підводного човна «Карасаки», потім — на крейсері «Івате», новому на той момент ескадреному міноносці «Сіокадзе» та новому крейсері «Юра». Ймовірно, його успіхи у освоєнні торпедної зброї були такі великі, що у грудні 1925 року його запросили на посаду інструктора до торпедної школи Імперського флоту. Після року служби у школі його було переведено на 2 роки на штабну роботу, включаючи рік у Куре — другій за важливістю військово-морській базі японського флоту.
В 1930 році Танака, в званні капітан-лейтенанта отримав під командування ескадрений міноносець «Татікадзе», і в 1931 році, після підвищення до командера — новий ескадрений міноносець «Усіо» типу Фубукі». За цими призначеннями був черговий дворічний період штабної роботи — з грудня 1932 по грудень 1936 року в штабі морського району Йокосука. З 1 грудня 1937 по 15 грудня 1938 року командував крейсером «Дзінцу». З 15 грудня 1938 по 15 листопада 1939 року служив начальником штабу прикордонного району Мако, і з 15 листопада 1939 року по 15 грудня 1940 року командував лінкором «Конго», на якому починав службу молодшим лейтенантом.

### Кар'єра під час Другої світової війни
26 вересня 1941 року капітан Танака Райдзо прийняв командування над 2-ю ескадрою ескадрених міноносців 2-го флоту (Розвідувальні сили) і підняв свій прапор на легкому крейсері «Дзінцу», яким він командував раніше. 15 жовтня 1941 року підвищений у званні до контрадмірала. Під командуванням Танаки 2-а ескадра у складі крейсера-лідера та восьми есмінців брала участь у захопленні Філіппін, Голландської Ост-Індії, включаючи бій у Яванському морі, в якому його есмінці відіграли істотну роль, забезпечуючи прикриття для основної ударної сили японської сторони — важких крейсерів, і здійснюючи торпедні залпи по кораблях з'єднання союзників.
21 травня 1942 року 2-а ескадра у складі флагманського крейсера та десяти есмінців вийшла з бази Куре для забезпечення прикриття десантних сил, призначених для висадки на острові Мідвей. Зважаючи на поразку Імператорського флоту в битві за цей острів, висадка не відбулася, і ескадра під командуванням Танаки повернулася через Гуам на базу Куре.
Після початку боїв за Гуадалканал з 7 серпня 1942 року 2-у ескадру було негайно переведено на головну ВМБ Імперського флоту в Центральному Тихоокеанському регіоні — атол Трук. Вони прибули туди 16 серпня, охороняючи транспорти з військами, які призначалися для контратаки на позиції морської піхоти США на острові Гуадалканал. 25 серпня, під час битви біля східних Соломонових островів, кораблі 2-ї ескадри і військові транспорти, що супроводжувалися ними, були атаковані авіацією морської піхоти США з аеродрому Гендерсон-філд. Один транспорт — «Кінрю-Мару», і ескадрений міноносець «Муцукі» було знищено, причому останній — ударом чотирьох B-17, а крейсер «Дзінцу» зазнав тяжких пошкоджень і втратив 24 члени екіпажу, сам Танака був приголомшений і контужений. Він був змушений перенести свій прапор на есмінець «Кагеро», відправити крейсер назад на Трук і повернути десантний конвой на базу японського флоту на острові Шортленд.
Базуючись на Шортленді, Танака організував постачання японських військ, що боролися на Гуадалканалі, використовуючи швидкісні можливості ескадрених міноносців. Для цих цілей 10 серпня 1942 року було сформовано спеціальний підрозділ Сили підкріплення під командуванням адмірала Танаки. До складу цих сил увійшли кораблі 2-ї ескадри та інші придані сили. Вони виходили з заходом сонця і за ніч встигали дійти до Гуадалканалу, скинути свій вантаж і повернутися назад, уникнувши, тим самим, атак авіації морської піхоти США. Ці рейси японські солдати називали «Щурячою доставкою», а американці більш поважно — «Токійський експрес».

#### Бій біля мису Тассафаронга
Зважаючи на те, що 17-а армія, що діяла на острові Гуадалканал, мала серйозні проблеми з постачанням та забезпеченням, штаб 8-го флоту вирішив використовувати ескадрені міноносці, які є в його розпорядженні, для доставки постачання. Есмінці повинні були приймати на борт бочки з-під масла або палива, які попередньо, по можливості, очищалися і частково заповнювалися медикаментами та продовольством, щоб мати достатню плавучість, та зв'язувалися канатами. Есмінці підходили до точки передачі постачання біля узбережжя Гуадалканалу, скидали бочки за борт, де їх мали підібрати плавці чи човни. Планувалося, що ці бочки могли бути витягнуті канатами на берег, і постачання ховалося під пологом джунглів. На 30 листопада 1942 року було заплановано перший із п'яти рейсів за новою технологією, і відразу після опівночі 30 листопада вісім есмінців, частково завантажених бочками із постачанням, на чолі з «Наганами» під прапором контрадмірала Танаки, залишили базу на Шортленді.
Танака не знав, що, користуючись результатами радіоперехоплення повідомлення від 29 листопада з термінами прибуття рейсу Сил підкріплення, переданого штабу 17-ї армії на Гуадалканалі, американський ВМФ готував перехоплення силами TF67 під командуванням контрадмірала Карлтона Райта. До складу TF67 увійшли важкі крейсери «Міннеаполіс», «Нью-Орлеан», «Пенсакола» та «Нортхемптон», «легкий крейсер Гонолулу» та чотири есмінці («Флетчер», «Дрейтон», «Меурі» та «Перкінс»). Формально TF67 мали безумовну перевагу у вогневій потужності перед есмінцями Сил підкріплення, але на відміну від Танаки, який командував другою ескадрою вже більше року, Райт прийняв командування TF67 за день до цього. Загалом американське з'єднання було менш сплаваним.
Незважаючи на те, що японські кораблі були виявлені американцями за допомогою радара до візуального контакту, японські кораблі, завдяки вищій виучці екіпажів і підвищеній готовності до нічних боїв, змогли першими виготуватися до бою, тоді як американські кораблі, через прийняту бойову побудову — кільватерну колону — не змогли реалізувати вогневу перевагу. Основною ціллю американських крейсерів виявився єдиний дозорний есмінець «Таканамі», тоді як інші кораблі Сил підкріплення не отримували жодних пошкоджень. Відповідно, вони змогли нанести у відповідь торпедний залп з 44 торпед, що вразив чотири американські крейсери. Один з них, «Нортгемптон», пізніше був покинутий екіпажем, який припинив боротьбу за живучість, і затонув, три інші надовго були виведені з ладу. Жоден із кораблів японської ескадри, крім затонулого «Таканамі», не отримав пошкоджень.
Безперечно, що своїм успіхом японське з'єднання завдячує тактичному генію адмірала Танакі, який прийняв вірні рішення у швидкоплинному нічному бою (38 хвилин з моменту першого радарного контакту до команди Танаки на вихід з бою), і підготовці командирів та екіпажів есмінців, що, зрештою, теж заслуга адмірала Танакі.
Бій біля мису Тассафаронга виявився третім після нападу на Перл-Гарбор та бою біля острова Саво щодо втрат американського флоту.

#### Завершення кар'єри
Незважаючи на поразку в бою, американці, проте, завадили Танаці доставити життєво необхідне продовольство на Гуадалканал, хоч і дорогою ціною. Другий японський конвой із продовольством із 10 есмінців під командуванням Танакі 3 грудня успішно доставив 1500 бочок із провізією до Тассафаронги, але американські літаки знищили всі, крім 310 з них, наступного дня після вивантаження. 7 грудня третій конвой з 12 есмінців був змушений розвернутися та піти після атаки американських торпедних катерів біля мису Есперанс. Наступної ночі два американські торпедні катери торпедували і потопили японський підводний човен I-3, який намагався доставити продовольство на Гуадалканал. Лише 4 члени екіпажу I-3 залишили човен, що тонув, і були врятовані японськими солдатами на березі. Зіткнувшись із суттєвими труднощами у доставці продовольства на острів, японський флот 8 грудня інформував генерала Хітосі Імамуру про негайне припинення всіх доставок вантажів на Гуадалканал есмінцями. Після протестів Імамури флот погодився на ще один рейс до острова. Танака зазначив, що причиною, через яку 1500 бочок не були витягнуті на берег негайно після вивантаження з есмінців, стала «нестача людей на березі, які можуть тягти, фізичне виснаження тих, хто міг це робити, і фактично багато канатів рвалися, коли бочки чіплялися за перешкоди у воді».
Остання спроба доставити продовольство на Гуадалканал есмінцями в 1942 році була організована Танакою в ніч проти 11 грудня, конвоєм з 11 есмінців. П'ять торпедних катерів зустріли Танаку біля Гуадалканалу та торпедували флагманський корабель «Терудзукі», серйозно пошкодивши есмінець і поранивши Танаку. Після цього Танака перейшов на «Наганамі», а «Терудзукі» залишили. Тільки 220 із 1200 бочок, вивантажених тієї ночі, було витягнуто японськими солдатами на берег.
Згодом, 29 грудня 1942 року, Танаку було відсторонено від командування та переведено до Японії. Він був переведений на берегову службу до Сінгапуру, а потім далі до Бірми, де й перебував до кінця війни. Тим не менш, 15 жовтня 1944 він отримав звання віцеадмірала. Незважаючи на те, що командування Імператорського флоту не оцінило дії адмірала Танаки і фактично покарало його, це переведення швидше за все врятувало йому життя.
Танака пішов з флоту 26 червня 1946 року.

## Нагороди
- Орден Вранішнього Сонця 3-го класу
- Орден Священного скарбу 2-го класу
- Пам'ятна медаль вступу на престол імператора Тайсьо
- Військова медаль 1914—1920
- Медаль Перемоги
- Пам'ятна медаль вступу на престол імператора Сьова
- Медаль Маньчжурського інциденту
- Медаль національного фонду «Велика Маньчжурія» (Маньчжурська держава)
- Пам'ятна медаль імператорського візиту в Японію (Маньчжурська держава)
- Медаль Китайського інциденту 1937
- Пам'ятна медаль «2600 років Японії»